# Condor (serie de televisión)
Condor es una serie de televisión de suspenso estadounidense basada en la novela Six Days of the Condor de James Grady y su adaptación cinematográfica de 1975 Three Days of the Condor escrita por Lorenzo Semple Jr. y David Rayfiel. La serie fue creada por Todd Katzburg, Jason Smilovic, y Ken Robinson y se estrenó el 6 de junio de 2018 en Audience. En julio de 2018, se anunció que la serie se había renovado para una segunda temporada.

## Sinopsis

### Temporada 1
Condor sigue a «Joe Turner, un joven analista de la CIA, cuyo idealismo se pone a prueba cuando tropieza con un plan terrible pero brillante que amenaza la vida de millones de personas».

### Temporada 2
Tras la muerte de su tío Bob, Joe Turner se ve obligado a regresar a la comunidad de Virginia de la CIA para encontrar al traidor ruso que es responsable y enfrentar a los demonios de su pasado.

## Reparto

### Principales
- Max Irons como Joseph «Joe» Turner, un analista de la CIA cuyos agentes de la oficina de investigación y desarrollo son asesinados. Marko Vujicic interpreta a un joven Joe Turner en un papel recurrente.
- William Hurt como Robert «Bob» Partridge, tío paterno de Joe y el hombre que lo reclutó para unirse a la CIA.
- Leem Lubany como Gabrielle Joubert, una asesina.
- Angel Bonanni como Deacon Mailer, un asesino.
- Kristen Hager como Mae Barber, esposa del compañero de trabajo de Joe en la CIA.
- Mira Sorvino como Martina «Marty» Frost, examante de Bob que lidera la investigación oficial sobre el crimen por el que Joe es imputado.
- Bob Balaban como Reuel Abbott, el Director Adjunto de la CIA.

### Recurrentes
| - Katherine Cunningham como Kathy Hale - Brendan Fraser como Nathan Fowler - Gage Graham-Arbuthnot como Jude Barber - Sam McCarthy como Sam Barber Jr. - Kristoffer Polaha como Sam Barber - Steve Belford como Manfredi - Jamie Robinson como el conspirador que vigila - Christina Moses como Sharla Shepard - Gabriel Hogan como Boyd Ferris - Ellen Wong como Sarah Tan - Kate Vernon como Lily Partridge | - Samer Salem como Ammar Nazari - Mouna Traoré como Iris Loramer - Delmar Abuzeid como Caleb Wolfe - Melissa O'Neil como Janice - Kjartan Hewitt como Harold Floros - Jess Salgueiro como Jada - Tennille Read como Ellie - Jamie McShane como Gareth Lloyd - Taylor Thorne como Chloe Fowler - Jean-Michel Le Gal como Elden Loramer - Ahmed Muslimani como Saeed Abu-Saeed |

### Invitados
| - Julian Black Antelope como Mika («What Loneliness») - James McDougall como Tim Edward Mburu («What Loneliness») | - Roger Dunn como Dr. Lappe («What Loneliness») - Kevin Claydon como Patrick («The Solution to All Problems») - Jennifer Foster como Sophia Folwer («A Good Patriot») | - Raven Dauda como Hoyle («A Good Patriot») - Allison Hossack como Melanie Abbot («No Such Thing») |

## Episodios
Los títulos de los episodios son fragmentos de citas famosas dichas por personajes históricos.

### Primera temporada (2018)
| N.º en serie | N.º en temp. | Título                                                             | Dirigido por      | Escrito por                                                                                   | Fecha de emisión original |
| --- | ------------ | ------------------------------------------------------------------ | ----------------- | --------------------------------------------------------------------------------------------- | ------------------------- |
| 1 | 1            | «What Loneliness» «Qué soledad»                                    | Lawrence Trilling | Historia: Jason Smilovic, Todd Katzberg, & Ken Robinson Guion: Jason Smilovic & Todd Katzberg | 6 de junio de 2018        |
| Joe Turner, un joven analista de IEP Analytics (una rama de la CIA), es llamado por el subdirector de la CIA, Reuel Abbott, para informarle que un algoritmo que Joe había desarrollado años atrás ha calculado un 12% de probabilidades de que un hombre árabe-estadounidense llamado Ammar Nazari, cometa un ataque terrorista. Joe se siente incómodo con el uso de su algoritmo de esta manera y considera renunciar a su trabajo en IEP, pero luego se entera de que el FBI ha encontrado agentes biológicos en posesión del sospechoso, revelando que aparentemente estaba planeando liberar la peste pulmonar en un estadio de Washington D. C. Joe y sus compañeros de trabajo en IEP son aclamados como héroes y, mientras investigan el ataque frustrado, Joe identifica compras sospechosas de ciprofloxacina que 12 compañías farmacéuticas han hecho antes de que el ataque fuera llevado a cabo. Joe también descubre que si el ataque terrorista resultaba exitoso habría provocado un aumento en la demanda de ciprofloxacina y las compañías se hubieran hecho millonarias. Informado del descubrimiento, el agente secreto Nathan Fowler, que organizó la operación de bandera falsa en el estadio, envía un equipo de asesinos para matar a Joe Turner y a sus compañeros, pero Joe logra escapar, siendo el único sobreviviente. Mientras tanto, un diplomático estadounidense introduce de contrabando la bacteria de la peste en Arabia Saudita dentro de un portafolios. Cita que da nombre al episodio: «¿Qué soledad es más solitaria que la desconfianza?» - George Eliot |              |                                                                    |                   |                                                                                               |                           |
| 2 | 2            | «The Solution to All Problems» «La solución a todos los problemas» | Lawrence Trilling | Jason Smilovic & Todd Katzberg                                                                | 13 de junio de 2018       |
| Joe escapa por poco de los asesinos Gabrielle Joubert y Deacon Mailer, quienes llevaron a cabo la masacre en su oficina de trabajo. Joe llama a su tío, Bob Partridge, jefe de la unidad de la Fuerza de Tareas contra el Terrorismo que investiga la masacre. Bob acuerda encontrarse con Joe en un parque, pero Gabrielle y Deacon llegan y comienzan a disparar. Joe es rescatado por su mejor amigo, Sam Barber, quien se siente culpable por su propia participación en la conspiración, aunque Gabrielle y Deacon los alcanzan y disparan a ambos, matando a Sam. Bob es reemplazado como jefe de unidad por su examante Marty Frost, quien divulga información a los medios de comunicación de que Joe Turner es buscado por "asesinar a sus compañeros de trabajo". Joe sobrevive ya que llevaba un chaleco antibalas cuando le dispararon, y se presenta en la casa de Kathy Hale, una chica que conoció a través de Tinder con la que tuvo una cita. Cuando ambos ven la noticia que menciona a Joe como autor de la masacre, él la detiene y la mantiene retenida para evitar que ella llame a las autoridades. Cita que da nombre al episodio: «La muerte es la solución a todos los problemas. Sin hombre, no hay problema» - Iósif Stalin |              |                                                                    |                   |                                                                                               |                           |
| 3 | 3            | «A Good Patriot» «Un buen patriota»                                | Lawrence Trilling | Jason Smilovic & Todd Katzberg                                                                | 20 de junio de 2018       |
| Deacon tiene recuerdos de su tortura a manos de los sauditas, y es enviado a Riad para llevar a cabo una operación allí. Mae Barber, amiga de Joe y la viuda de Sam, lucha por sobrellevar la muerte de su esposo, y un agente de la CIA le pregunta sobre Joe Turner pero ella se niega a cooperar. Nathan Fowler pasa el día con su hija. Bob infiltra en la fuerza de tarea dirigida por Marty a la agente del FBI Sharla Shepard, novia de una de las víctimas de la masacre, para que sea su informante. En la casa de Kathy, Joe la mantiene como rehén mientras usa su computadora para investigar su situación. Gabrielle Joubert le paga a un hacker para rastrear a Joe Turner y cuando este falla, lo mata. Sharla encuentra los mensajes de Kathy en la aplicación Tinder en el teléfono de Joe y le avisa a Bob antes de que la fuerza de tareas vaya a la casa de Kathy. Luego de que Bob le advierte de la redada, Joe es rociado por Kathy con spray de pimienta y luego ella trata de escapar, pero queda inconsciente después de que se golpea la cabeza. La fuerza de tareas de Marty llega sólo para encontrar allí a Gabrielle Joubert (quien se revela que es una oficial federal), y les dice que ya revisó toda la casa y que Joe y Kathy no están. Cita que da nombre al episodio: «Para ser un buen patriota uno debe convertirse en enemigo del resto de la humanidad» - Voltaire |              |                                                                    |                   |                                                                                               |                           |
| 4 | 4            | «Trapped in History» «Atrapados en la historia»                    | Andrew McCarthy   | Jason Smilovic & Todd Katzberg                                                                | 27 de junio de 2018       |
| Joe lleva a Kathy a la casa de un vecino de esta última, cuyo gato Kathy estaba alimentando ya que el dueño estaba de viaje, mientras la fuerza de tareas llega para asaltar la casa de Kathy. Sospechando que Joe ha sido avisado por alguien de su equipo, Marty Frost y Reuel Abbott ordenan que se busque si hay un infiltrado, pero Sharla se las arregla para pasar desapercibida. Joe desata a Kathy y se disculpa por lastimarla. Él le cuenta la historia de cómo, cuando estaba en el MIT, él y su novia Janice visitaron a su tío, Bob Partridge, para la cena de Acción de Gracias, y que cuando regresaron a la universidad, fueron arrestados junto con su compañero de cuarto, Caleb Wolfe, quien había hackeado el servidor del MIT y que Bob hizo arreglos para que Joe sea liberado y luego lo reclutó para la CIA. Después de que le cuenta su historia, Joe libera a Kathy y le da la oportunidad de irse pero ella decide quedarse y ayudarlo. Kathy y Joe ven en las noticias un video de Caleb Wolfe, ahora un activista por la información y hacker, donde afirma que el IEP era un frente secreto de la CIA que desarrolló el algoritmo que identificó a Ammar Nazari. Al ver esto, Joe decide contactar a Caleb para contar todo lo que sabe sobre la CIA. Cita que da nombre al episodio: «Las personas están atrapadas en la historia y la historia está atrapada en ellos» - James Baldwin |              |                                                                    |                   |                                                                                               |                           |
| 5 | 5            | «A Diamond With a Flaw» «Un diamante con un defecto»               | Andrew McCarthy   | Jason Smilovic & Todd Katzberg                                                                | 11 de julio de 2018       |
| Estando ahora del lado de Joe, Kathy le consigue un teléfono para que él llame a su exnovia Janice y le pida que organice una reunión con Caleb. Janice es reacia a ayudar a Joe, pero luego le da una dirección codificada. Antes de irse a la reunión, Joe le da instrucciones a Kathy de esperar dos horas, luego llamar a la policía y que, si le hacen preguntas, diga que todo el tiempo fue su rehén y que ellos nunca habían hablado, también le advierte que se cuide de una "mujer israelí" (que resulta ser Gabrielle aunque Joe la llama así ya que no sabe su nombre) que había intentado matarlo y que cree fue quien mató a todos en IEP. Gabrielle y Bob siguen a Janice, esperando que los guíe a Joe, pero ella logra engañarlos. Deacon se registra en un hotel en Riad, donde infecta con la bacteria de la peste a un husped mientras está dormido. Sharla asiste a una reunión de Alcohólicos Anónimos, y luego rompe su período de sobriedad de dos años. Coquetea con un hombre en un bar e intenta tener sexo con él en el baño, pero luego cambia de opinión y lo golpea cuando él no deja de tocarla. Joe llega a la dirección que le dio Janice y allí se presenta un hombre desconocido que le dice que tome unas pastillas para noquearlo mientras lo lleva a ver a Caleb Wolfe. Joe se niega, pero el hombre lo obliga a tragar las píldoras, las cuales lo dejan inconsciente. Joe despierta dos horas después estando encerrado en una habitación mientras es observado por el hombre desconocido a través de la mirilla de la puerta. Cita que da nombre al episodio: «Mejor un diamante con un defecto que una piedra sin el» - Confucio |              |                                                                    |                   |                                                                                               |                           |
| 6 | 6            | «No Such Thing» «No existe tal cosa»                               | Kari Skogland     | Jason Smilovic & Todd Katzberg                                                                | 18 de julio de 2018       |
| Joe se encuentra con Caleb Wolfe en su casa de seguridad, y ambos intercambian información sobre la masacre en IEP. Sin que Caleb lo supiera, resulta que quien le dio la información sobre IEP fue el jefe de Sam Barber, Elden Loramer. Janice aparece y le da su propio auto a Joe para que escape pero él lo usa para regresar a buscar a Kathy. Mae lucha por sobrellevar la muerte de Sam, y recuerda cómo conoció a otras "esposas de espías" en eventos sociales. Boyd Ferris, uno de los agentes de la fuerza de tarea dirigida por Marty, sigue a Gabrielle Joubert a la casa de Kathy Hale; una vez allí Joubert descubre que Boyd la seguía y entonces le propone investigar juntos extraoficialmente. Los dos deducen que Joe debe estar escodiéndose en una casa vecina ya que, en el refrigerador, encuentran una nota de un vecino con instrucciones para Kathy de alimentar a su gato; Joubert recuerda haber visto un gato dentro de una casa vacía cercana y los dos se dirigen allí. Ambos irrumpen en la casa donde encuentran a Kathy "retenida contra su voluntad" dentro de un armario. Kathy afirma que no sabe dónde está Joe y que ellos nunca hablaron pero Joubert encuentra inconsistencias en su historia y comienza a sospechar que ella es cómplice de Joe y no su rehén, por lo que le acuerda con Boyd no informar el hallazgo a sus superiores y retener a Kathy dentro de la casa, mientras esperan que Joe regrese. Luego de estar tres horas retenida, Kathy deduce que Joubert es la "mujer israelí" de la que Joe le había advertido, entonces habla con Boyd y lo convence de que Joubert es la verdadera autora de la masacre en IEP y ambos sacan sus armas apuntándose mutuamente; Joubert dispara a Boyd en el pecho, mientras que Kathy logra escapar y se encuentra con Joe afuera cuando él volvía a la casa. Ella y Joe huyen en el automóvil de Janice, pero Joubert dispara al vehículo, matando a Kathy. Cita que da nombre al episodio: «No existe tal cosa como la paranoia, tus peores miedos pueden hacerse realidad en cualquier momento» - Hunter S. Thompson |              |                                                                    |                   |                                                                                               |                           |
| 7 | 7            | «Within a Dark Wood» «Dentro de un bosque oscuro»                  | Damon Thomas      | Jason Smilovic & Todd Katzberg                                                                | 25 de julio de 2018       |
| Joe deja el cuerpo sin vida de Kathy junto a un río y luego huye del lugar. Bob Partridge se pone en contacto con Sharla Shepard y le expresa su teoría de que Gabrielle Joubert es responsable de la masacre en IEP y de la muerte de su novia, Sarah. Mae prepara su casa para el funeral de Sam. Los conspiradores ponen cámaras ocultas de vigilancia dentro y fuera de la casa de Mae y vigilan durante el funeral. La vecina de los Barber, Iris, le dice en secreto a Mae que tiene evidencia en video de que Sam estuvo involucrado en la muerte de su esposo, Elden Loramer, y esto es escuchado por los conspiradores. Joe, que se ha estado escondiendo en la casa del árbol de Jude Barber (el hijo más pequeño de Sam), huye perseguido por Sharla cuando Jude lo descubre y grita del susto. Sharla alcanza a Joe, pero él la convence de que es inocente de haber matado a Sarah. Sharla esconde a Joe en el baúl de su auto, levantando las sospechas de Joubert cuando los autos de ambas se cruzan y Sharla le dice que Joe logró escapar. Mientras tanto en Arabia Saudita, Deacon Mailer llega a La Meca para el Hach. Cita que da nombre al episodio: «En medio del camino de la vida errante me encontré por el bosque oscuro en el camino recto se había perdido» - Dante Alighieri |              |                                                                    |                   |                                                                                               |                           |
| 8 | 8            | «A Question of Compromise» «Un asunto de compromiso»               | Andrew McCarthy   | Jason Smilovic & Todd Katzberg                                                                | 1 de agosto de 2018       |
| Joe es llevado por Sharla a la casa de esta última, una vez allí ella esposa a Joe a su radiador para adelantarse mientras va tras Gabrielle Joubert. Bob Partridge sigue el rastro de la conspiración, localizando un video de Ammar Nazari, dos años antes de cometer el ataque al estadio, hablando con el experto en armas químicas Abu-Saeed, aunque Bob cree que este fue un encuentro casual. Aún esposado, Joe llama a su tío Bob y le informa que parte de la conspiración incluye incriminar a alguien en oriente medio que estuviera conectado con Nazari y que muestre síntomas de haber estado expuesto a la plaga por, supuestamente, haber ayudado a crearla. Joubert tortura a la amiga de Mae, Iris, para que le diga donde está el video del que le había hablado a Mae pero cuando Iris le dice que mintió acerca de tener este video Joubert finalmente la asesina ahogándola. Joe se las ingenia para liberarse de las esposas y luego se dirige a la casa de Janice para que ella lo ponga en contacto con Caleb. Mae encuentra una tarjeta de memoria dentro de la caja de un pastel que Iris le había dado en el funeral de Sam, al conectarlo a la computadora descubre que contiene el video en el que se ve a su esposo Sam y a Nathan Fowler ordenando el asesinato del esposo de Iris, Elden Loramer. Un equipo de la CIA captura a Abu-Saeed, y luego le dice a Bob Partridge que él mismo está muriendo por la plaga y que fue incriminado, Bob recuerda lo que Joe le dijo acerca del "paciente cero" y se convence de que Abu-Saeed si fue incriminado. Nathan Fowler confronta a Gareth Lloyd por haber puesto en peligro la operación. Cuando Gareth lo desafía a dispararle y matarlo, Nathan mata a Gareth, luego a la novia de este, y luego a sí mismo. Cita que da nombre al episodio: «Ser o no ser no es un asunto de compromiso. O lo eres o no lo eres.» - Golda Meir |              |                                                                    |                   |                                                                                               |                           |
| 9 | 9            | «Death is the Harvest» «La muerte es la cosecha»                   | Jason Smilovic    | Jason Smilovic & Todd Katzberg                                                                | 8 de agosto de 2018       |
| Mientras se prepara para liberar la plaga en el Hach, Deacon Mailer mata a un hombre llamado Ibrahim Salah después de reconocerlo como el hombre que lo había torturado físicamente cuando estuvo en Irak en el 2012. Mae encuentra en la bañera el cuerpo de Iris, y luego Reuel Abbott amenaza a su familia para forzarla a que le entregue la tarjeta de memoria con la evidencia que Iris le había dado. Joe va a ver a Janice y ambos van a la casa de seguridad donde se encuentran con Caleb y Joe le cuenta el ataque que la CIA planea en el Hach. Sharla sigue a Joubert a su casa para matarla, pero Marty Frost la detiene y la convence de seguir a Joubert para espiarla. Bob Partridge descubre que Reuel era parte de la conspiración e irrumpe en su casa para matarlo, pero Reuel lo convence de no hacerlo al decirle de que no hay forma de detener el ataque, entonces Bob le ofrece la ubicación de la casa de seguridad donde está Caleb (para que lo maten antes de que pueda contar el ataque de la CIA en el Hach) a cambio de que no maten a Joe, Reuel acepta y le da la orden a Joubert. Joubert se dirige a la casa de seguridad, donde mata a todos (incluidos Caleb y Janice) excepto a Joe. Mientras se alejan en su auto por la autopista, Joubert le explica a Joe que no lo mató porque "el contrato de su vida había sido cancelado" y le dice que ella matará o dejará vivir a cualquiera que le pidan siempre y cuando le paguen lo suficiente. Joe distrae a Joubert y conduce el auto fuera del camino al costado de un puente. El episodio termina con el auto dando varios tumbos y aterrizando violentamente. Cita que da nombre al episodio: «Vida, la vida es la labranza y la muerte es la cosecha» - Walt Whitman |              |                                                                    |                   |                                                                                               |                           |
| 10 | 10           | «Mistrust Blossoms» «La desconfianza florece»                      | Jason Smilovic    | Jason Smilovic & Todd Katzberg                                                                | 15 de agosto de 2018      |
| Sharla y Marty siguen a Gabrielle Joubert hasta la casa de seguridad. Cuando llegan encuentran todos los cadáveres dejados por Joubert e inadvertidamente Sharla recibe un tiro en el cuello por Marty (revelando que esta última es también parte de la conspiración), antes de morir, Sharla logra dispararle a Marty hiriéndola en el brazo. Luego de la caída desde el puente, Joe sale del auto y considera matar a Joubert mientras está inconsciente pero finalmente desiste de hacerlo y se va, luego contacta a Mae a través de su hijo mayor y le pide que lo ayude. Joubert sobrevive al accidente y al llegar a su casa mata a un sicario que habían enviado sus jefes para matarla. A pedido de Joe, Mae secuestra a Marty del hospital y luego Joe la lleva a la cabaña de su tío. Joe amenaza a Marty con un arma y entonces ella le cuenta cómo chantajeó a Elden Loramer y a los conspiradores, con una "póliza de seguro", la cual consistía en que su abogado divulgue a la prensa los detalles de la conspiración si ella era asesinada. Joe mata a Marty de mala gana, para desencadenar la divulgación y por ende detener el ataque a los musulmanes en el Hach, pero luego Bob le informa que la prensa publicará la historia sólo después de que el ataque sea llevado a cabo y no antes. Joubert viaja a Arabia Saudita y cuando llega, llama a Joe y le dice que si le transfieren dinero a una cuenta detendrá el ataque al Hach, Reuel no está de acuerdo pero aun así Bob arregla la tranferencia. Joubert encuentra a Deacon y le roba el arma biológica, logrando así evitar el ataque como venganza hacia sus jefes. Un año después, Joe vive en Florencia, Italia, con su nueva novia. Joubert lo contacta, y le advierte que ella no lo matará pero que la CIA "es otra historia" ya que él "logró escapar". Por la noche, Joe hackea la computadora y la cuenta de banco de Reuel Abbott, como primer paso para vengarse de él. Cita que da nombre al episodio: «La confianza muere pero la desconfianza florece» - Sófocles                                                          |              |                                                                    |                   |                                                                                               |                           |

### Segunda temporada (2020)
| N.º en serie | N.º en temp. | Título                                                   | Dirigido por    | Escrito por                    | Fecha de emisión original |
| --- | ------------ | -------------------------------------------------------- | --------------- | ------------------------------ | ------------------------- |
| 11 | 1            | «Exile is a Dream» «El exilio es un sueño»               | Andrew McCarthy | Jason Smilovic & Todd Katzberg | 9 de junio de 2020        |
| Cita que da nombre al episodio: «El exilio es un sueño de retorno glorioso» - Salman Rushdie                            |              |                                                          |                 |                                |                           |
| 12 | 2            | «If It Serves a Greater Good» «Si sirve a un bien mayor» | Andrew McCarthy | Michael Oates Palmer           | 9 de junio de 2020        |
| Cita que da nombre al episodio: «Mentir está mal, hijo, pero si sirve a un bien mayor, está bien» - Aldrich "Rick" Ames |              |                                                          |                 |                                |                           |
| 13 | 3            | «A Former KGB Man» «Un ex hombre de la KGB»              | Ali Selim       | Daria Polatin                  | 16 de junio de 2020       |
| Cita que da nombre al episodio: «No existe tal cosa como un ex hombre de la KGB» - Vladímir Putin                       |              |                                                          |                 |                                |                           |
| 14 | 4            | «Not What He Thinks He Is» «No es lo que cree que es»    | Ali Selim       | Mac Marshall                   | 23 de junio de 2020       |
| Cita que da nombre al episodio: «El hombre no es lo que cree que es, sino que es lo que esconde» - André Malraux        |              |                                                          |                 |                                |                           |
| 15 | 5            | «Out Of His Exile»                                       | —               | —                              | 30 de junio de 2020       |

## Producción

### Desarrollo

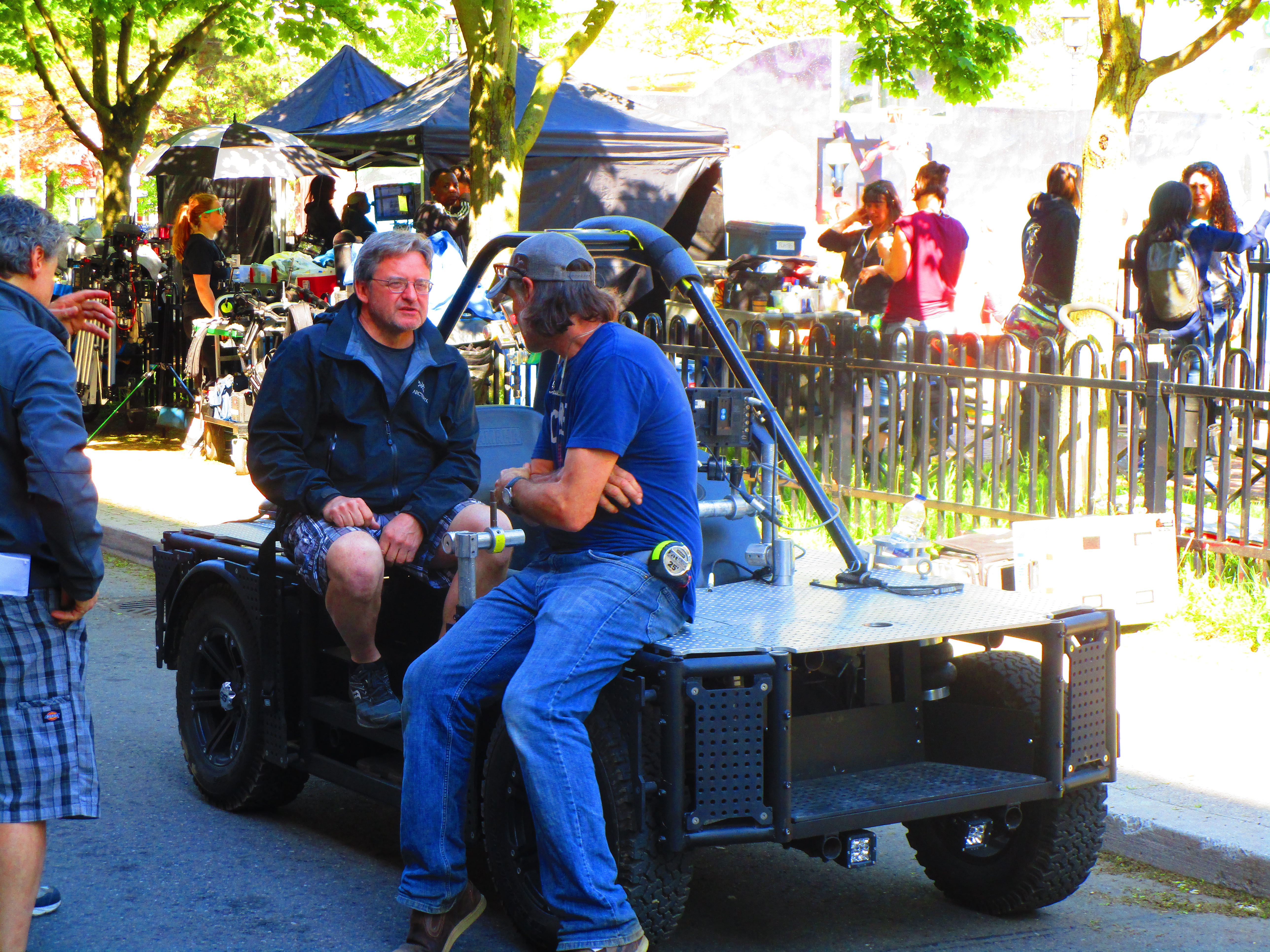
El equipo utilizó un vehículo especial para llevar cámaras para perseguir automóviles.

El 13 de mayo de 2016, se anunció que DirecTV había otorgado la producción de la serie. El 6 de febrero de 2017, se anunció que Jason Smilovic y Todd Katzberg escribirían la serie. Smilovic también actuará como showrunner y productor ejecutivo junto con Katzberg, David Ellison, Dana Goldberg, y Marcy Ross. El 27 de marzo de 2017, Andrew McCarthy mencionó en una entrevista con Parade que se desempeñaría como productor ejecutivo de la serie y dirigiría algunos episodios. El 6 de abril de 2017, se anunció que Lawrence Trilling dirigiría los primeros tres episodios de la serie y actuaría como productor ejecutivo.
El 27 de julio de 2018, durante la gira de prensa anual de la Television Critics Association, se anunció que la serie se había renovado para una segunda temporada.

### Casting
El 6 de febrero de 2017, se anunció que Max Irons había sido elegido para el papel principal. En abril de 2017, se informó que Brendan Fraser, William Hurt, Bob Balaban, Leem Lubany, Kristen Hager, y Angel Bonanni se habían unido al elenco principal y que Mira Sorvino, Christina Moses, Katherine Cunningham, Gabriel Hogan, Kristoffer Polaha, y Kate Vernon habían sido elegidos en papeles recurrentes. El 25 de agosto de 2017, se anunció que Mouna Traoré y Ellen Wong se habían unido al reparto en una capacidad recurrente. El 14 de mayo de 2019, se anunció que Constance Zimmer, Toby Leonard Moore, Rose Rollins, Isidora Goreshter, Eric Johnson, Alexei Bondar y Jonathan Kells Phillips fueron elegidos.

### Rodaje
La fotografía principal de la serie duró del 23 de abril al 15 de agosto de 2017 en Toronto, Ontario, Canadá. El rodaje tuvo lugar principalmente en las instalaciones de Cinespace Film Studios, Kipling Avenue. El 30 de mayo de 2017, Jack Lakey, columnista de Toronto Star, se contactó con la oficina de relaciones de la ciudad, después de que los miembros del equipo de Condor supuestamente intimidaron a los residentes locales. En el próximo artículo de Lakey, al día siguiente, citó a trabajadores de la industria del cine que apoyaron a los que trabajan en la producción. El rodaje de la segunda temporada comenzó el 29 de abril de 2019 y se espera que finalice el 29 de agosto de 2019. También se rodó en Budapest, Hungría.